# Maxime Pauty
Maxime Pauty, född 20 juni 1993 i Clamart, är en fransk fäktare.

## Karriär
Maxime Pauty ingick i det franska laget som vid olympiska sommarspelen 2020 i Tokyo tog guld i lagtävlingen i florett. Vid olympiska sommarspelen 2024 i Paris tog han och det franska laget brons i florett.
Vid EM 2025 i Genua tog Pauty silver tillsammans med Anas Anane, Pierre Loisel och Rafael Savin i lagtävlingen i florett efter en finalförlust mot Italien. Vid VM 2025 i Tbilisi tog han brons individuellt i florett efter att ha förlorat mot Kirill Borodatjov i semifinalen.